# Tòa án tối cao Hà Lan
Tòa án tối cao Hà Lan (tiếng Hà Lan: Hoge Raad der Nederlanden [ˈɦoːɣə raːdɛr ˈneːdərlɑndə(n)] or simply Hoge Raad), chính thức là Hội đồng cấp cao của Hà Lan, là tòa phúc thẩm cuối cùng trong các vụ án dân sự, hình sự và thuế trong Hà Lan, bao gồm Curaçao, Sint Maarten và Aruba. The Court was established on ngày 1 tháng 10 năm 1838 and is located in The Hague.
Tòa án tối cao quy định các vấn đề dân sự và hình sự. Trong một số trường hợp hành chính cũng có thẩm quyền sau cùng, trong khi trong các trường hợp khác, quyền tài phán này thuộc về bộ phận xét xử của Hội đồng Nhà nước (Raad van State), 
Tòa phúc thẩm trung ương (Centrale Raad van Beroep), Tòa án Thương mại và Công nghiệp kháng cáo (College van Beroep van het bedrijfsleven) cũng như các tổ chức tư pháp ở vùng Caribbe của Vương quốc Hà Lan. Tòa án là tòa án giám đốc thẩm, có nghĩa là nó có thẩm quyền quash hoặc khẳng định phán quyết của các tòa án cấp dưới, nhưng không có thẩm quyền để kiểm tra lại hoặc đặt câu hỏi về sự thật. Nó chỉ xem xét liệu các tòa án cấp dưới áp dụng luật một cách chính xác và các phán quyết có đủ lý lẽ. 
Làm như vậy nó sẽ thiết lập án lệ. Theo Điều 120 của Hiến pháp, các tòa án có thể không phán quyết về tính hợp hiến của các luật được thông qua bởi Quốc hội và hiệp ước. Ngoại trừ Tòa án hiến pháp của Sint Maarten (quy định về hiến pháp chỉ liên quan đến hiến pháp Sint Maarten), do đó, các tòa án không có thẩm quyền đối với xem xét tư pháp đối với Hiến pháp.
Tòa án tối cao hiện có 36 thẩm phán: một chủ tịch, sáu phó chủ tịch, hai mươi lăm thẩm phán (raadsheren, nghĩa đen là "Nguyên lão của Hội đồng") và bốn thẩm phán toàn quyền (buitengewone dienst). 
Tất cả các thẩm phán được bổ nhiệm trọn đời, cho đến khi họ nghỉ hưu theo yêu cầu riêng hoặc bắt buộc ở tuổi 70.